# Fartskriver
En fartskriver eller takograf er et måleinstrument som ifølge loven skal findes på tunge lastbiler og busser (med visse undtagelser). Den registrerer kontinuerligt hastigheden og køre- og hviletiden. Der findes både en analog type som typisk er monteret på ældre køretøjer, som nedskriver oplysninger på et papirdiagram, mens den digitale type som typisk er monteret på nyere køretøjer, gemmer oplysningerne elektronisk på et såkaldt førerkort.

## Køre- og hviletidsregler
Køre- og hviletidsreglerne er gældende for alle vognmænd der opererer indenfor EU, og reglementet indebærer som udgangspunkt, at chaufføren må køre uafbrudt i 4,5 time. Køretiden skal efterfølges af en pause på minimum 45 min. Pausen må også deles ud, så der minimum er 45 min. bestående af en pause på minimum 15 min. derefter en pause på 30 min. pause i de første 4,5 times kørsel. Der må ikke byttes om på pauserne, dvs. anden pause skal være 30 min. 
Desuden betyder køre- og hviletidsreglerne, at en chauffør maksimalt må køre 9 timer om dagen, man må dog 2 gange om ugen sætte køretiden op til 10 timer. Den ugentlige køretid må maksimalt være 56 timer og i 2 på hinanden følgende uger, må den samlede køretid ikke ikke overstige 90 timer.
En uge gælder i tidsrummet mandag kl. 10.00 til søndag kl. 24.00